# 灰山鹑

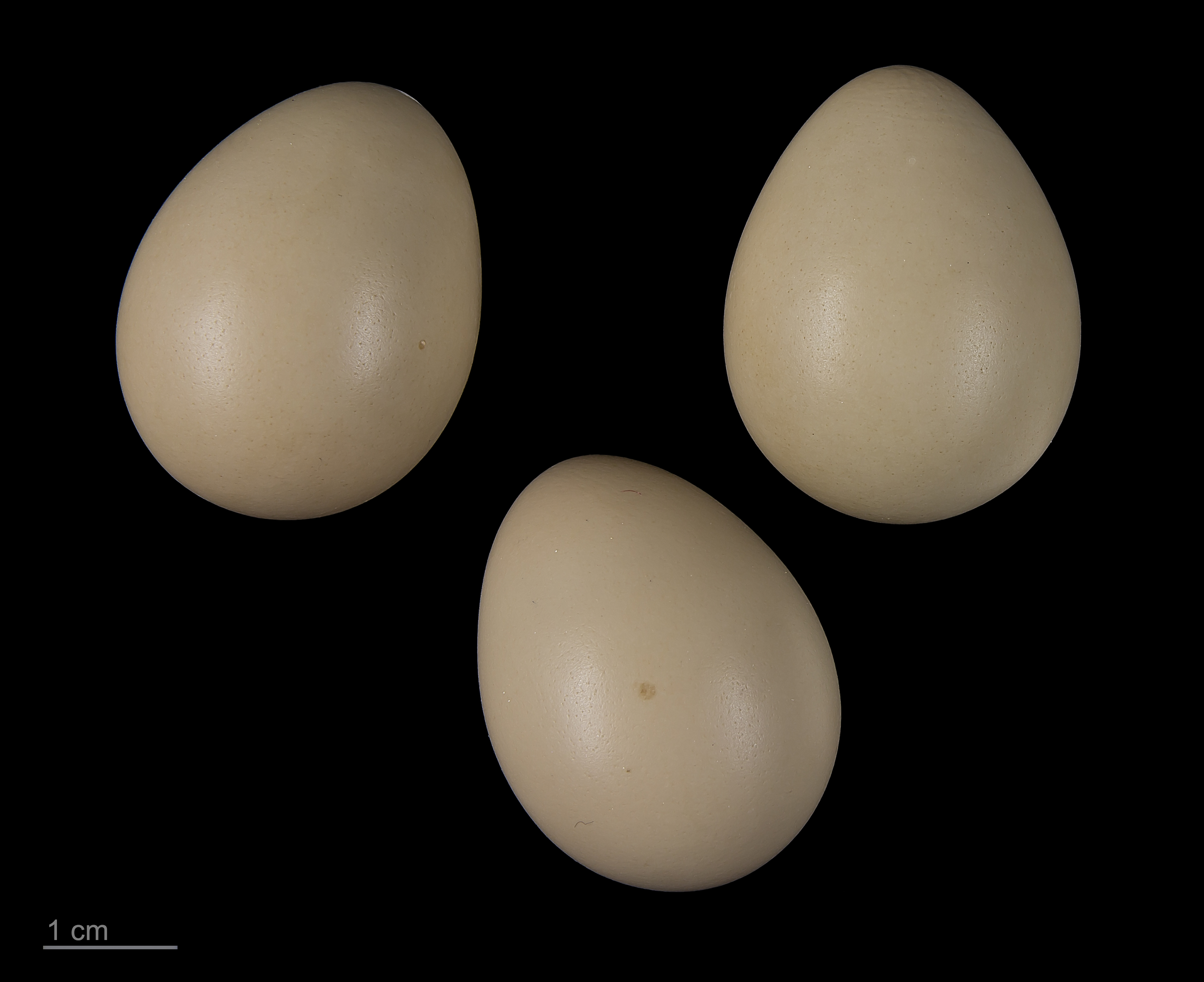
Perdix perdix

灰山鹑（学名：Perdix perdix）为雉科山鹑属的鸟类。分布于欧洲、亚洲，西起乌拉尔山、东达西萨彦岭西部、北起鄂毕河流域、南达伊朗以及中国大陆的新疆等地，主要栖息于山脚干涸的峡谷、高山、有白杨、赤杨杂树的高地、河边或湖边的树丛、山地田野以及农村附近。该物种的模式产地在瑞典。

## 亚种
- 北疆灰山鹑（Perdix perdix robusta）。分布于西伯利亚以及中国大陆的新疆等地。该物种的模式产地在阿尔泰山脉。[3]

## 保护
本种于2023年被收录入《有重要生态、科学、社会价值的陆生野生动物名录》。